# Finlandia na Letnich Igrzyskach Olimpijskich 1960
Finlandię na Letnich Igrzyskach Olimpijskich 1960 reprezentowało 117 zawodników, 107  mężczyzn i 10 kobiet.

## Zdobyte medale
| Medal  | Zawodnik                    | Dyscyplina    | Konkurencja                           | Rezultat    |
| ------ | --------------------------- | ------------- | ------------------------------------- | ----------- |
| Złoto  | Eugen Ekman                 | Gimnastyka    | Ćwiczenia na koniu z łękami mężczyzn  | 19,375 pkt  |
| Srebro | Pentti Linnosvuo            | Strzelectwo   | Pistolet szybkostrzelny 25 m mężczyzn | 587 pkt     |
| Brąz   | Veli Lehtelä Toimi Pitkänen | Wioślarstwo   | Dwójki bez sternika mężczyzn          | 7:03,80 pkt |
| Brąz   | Eeles Landström             | Lekkoatletyka | Skok o tyczce mężczyzn                | 4,55 m      |
| Brąz   | Jorma Limmonen              | Boks          | Waga piórkowa mężczyzn                | [ 5 ] [ 6 ] |